# Trem Intercidades
| Vorgesehenes Streckennetz des Trem Intercidades |                        |                                     |                                     |
| Streckenlänge: | 477 km                 |                                     |                                     |
| Spurweite: | 1600 mm (Irische Spur) |                                     |                                     |
| Stromsystem: | 3000 =                 |                                     |                                     |
| Streckengeschwindigkeit: | 160 km/h               |                                     |                                     |
| |                        |                                     |                                     |
| \| \| \| (Ausbau von bestehenden Strecken) \| \| \| \| \| Americana \| \| \| \| \| Nova Odessa \| \| \| \| \| Sumaré \| \| \| \| \| Campinas TIC Eixo Norte \| \| \| \| \| \| \| \| \| \| Flughafen Viracopos (VCP) \| \| \| \| \| Valinhos \| \| \| \| \| \| \| \| \| \| Vinhedo \| \| \| \| \| Sorocaba \| \| \| \| \| Brigadeiro Tobias, Sorocaba \| \| \| \| \| Louveira \| \| \| \| \| São Roque \| \| \| \| \| Jundiaí \| \| \| \| \| Barueri \| \| \| \| \| \| \| \| \| \| Água Branca, São Paulo \| \| \| \| \| Estação da Luz, São Paulo \| \| \| \| \| \| \| \| \| \| Tamanduateí, São Paulo \| \| \| \| \| São Caetano do Sul \| \| \| \| \| Santo André \| \| \| \| \| Mauá \| \| \| \| \| Flughafen São Paulo-Guarulhos (GRU) \| \| \| \| \| Cubatão \| \| \| \| \| Santos \| \| \| \| \| São José dos Campos \| \| \| \| \| Taubaté \| \| \| \| \| Pindamonhangaba \| \| |                        |                                     |                                     |
| |                        | (Ausbau von bestehenden Strecken)   |                                     |
| Kopfbahnhof Streckenanfang (Strecke außer Betrieb) |                        | Americana                           | Americana                           |
| Haltepunkt / Haltestelle (Strecke außer Betrieb) |                        | Nova Odessa                         | Nova Odessa                         |
| Haltepunkt / Haltestelle (Strecke außer Betrieb) |                        | Sumaré                              | Sumaré                              |
| Bahnhof (Strecke außer Betrieb) |                        | Campinas TIC Eixo Norte             | Campinas TIC Eixo Norte             |
| Strecke von links (außer Betrieb) · Abzweig geradeaus und nach rechts (Strecke außer Betrieb) |                        |                                     |                                     |
| Bahnhof (Strecke außer Betrieb) · Strecke (außer Betrieb) |                        | Flughafen Viracopos (VCP)           | Flughafen Viracopos (VCP)           |
| Strecke (außer Betrieb) · Haltepunkt / Haltestelle (Strecke außer Betrieb) |                        | Valinhos                            | Valinhos                            |
| Strecke nach links (außer Betrieb) · Abzweig geradeaus und von rechts (Strecke außer Betrieb) |                        |                                     |                                     |
| Haltepunkt / Haltestelle (Strecke außer Betrieb) |                        | Vinhedo                             | Vinhedo                             |
| Kopfbahnhof Streckenanfang (Strecke außer Betrieb) · Strecke (außer Betrieb) |                        | Sorocaba                            | Sorocaba                            |
| Haltepunkt / Haltestelle (Strecke außer Betrieb) · Strecke (außer Betrieb) |                        | Brigadeiro Tobias, Sorocaba         | Brigadeiro Tobias, Sorocaba         |
| Strecke (außer Betrieb) · Haltepunkt / Haltestelle (Strecke außer Betrieb) |                        | Louveira                            | Louveira                            |
| Haltepunkt / Haltestelle (Strecke außer Betrieb) · Strecke (außer Betrieb) |                        | São Roque                           | São Roque                           |
| Strecke (außer Betrieb) · Bahnhof (Strecke außer Betrieb) |                        | Jundiaí                             | Jundiaí                             |
| Haltepunkt / Haltestelle (Strecke außer Betrieb) · Strecke (außer Betrieb) |                        | Barueri                             | Barueri                             |
| Strecke nach links (außer Betrieb) · Abzweig geradeaus und von rechts (Strecke außer Betrieb) |                        |                                     |                                     |
| Bahnhof (Strecke außer Betrieb) |                        | Água Branca, São Paulo              | Água Branca, São Paulo              |
| Bahnhof (Strecke außer Betrieb) |                        | Estação da Luz, São Paulo           | Estação da Luz, São Paulo           |
| Strecke von links (außer Betrieb) · Abzweig geradeaus und nach rechts (Strecke außer Betrieb) |                        |                                     |                                     |
| Bahnhof (Strecke außer Betrieb) · Strecke (außer Betrieb) |                        | Tamanduateí, São Paulo              | Tamanduateí, São Paulo              |
| Haltepunkt / Haltestelle (Strecke außer Betrieb) · Strecke (außer Betrieb) |                        | São Caetano do Sul                  | São Caetano do Sul                  |
| Haltepunkt / Haltestelle (Strecke außer Betrieb) · Strecke (außer Betrieb) |                        | Santo André                         | Santo André                         |
| Haltepunkt / Haltestelle (Strecke außer Betrieb) · Strecke (außer Betrieb) |                        | Mauá                                | Mauá                                |
| Strecke (außer Betrieb) · Bahnhof (Strecke außer Betrieb) |                        | Flughafen São Paulo-Guarulhos (GRU) | Flughafen São Paulo-Guarulhos (GRU) |
| Haltepunkt / Haltestelle (Strecke außer Betrieb) · Strecke (außer Betrieb) |                        | Cubatão                             | Cubatão                             |
| Kopfbahnhof Streckenende (Strecke außer Betrieb) · Strecke (außer Betrieb) |                        | Santos                              | Santos                              |
| Bahnhof (Strecke außer Betrieb) |                        | São José dos Campos                 | São José dos Campos                 |
| Haltepunkt / Haltestelle (Strecke außer Betrieb) |                        | Taubaté                             | Taubaté                             |
| Kopfbahnhof Streckenende (Strecke außer Betrieb) |                        | Pindamonhangaba                     | Pindamonhangaba                     |

Trem Intercidades, abgekürzt TIC, deutsch Intercity-Zug, ist ein Projekt des öffentlichen Schienenverkehrs in der Metropolregion São Paulo. Es sieht den Bau einer Nord-Süd-Achse und einer West-Ost-Achse für Regionalexpresszüge vor. Die Strecken kreuzen sich im Stadtzentrum von São Paulo. Als Erstes soll der Abschnitt São Paulo–Campinas der Nordachse gebaut werden, der als TIC Eixo Norte bezeichnet wird.

## Geschichte
Der Großraum São Paulo zählte 2018 ungefähr 22 Mio. Einwohner und leidet zunehmend unter einem Verkehrskollaps. Im Jahre 2013 erstellte der Infrastruktur- und Logistikdienstleister Estação da Luz Participações im Auftrag der Verwaltung von öffentlich-privaten Partnerschaften des Bundesstaates São Paulo eine Studie, wie Regional-Express-Verbindungen im  Großraum São Paulo eingeführt werden könnten. Die Studie klärte Nachfrage, Technik, Umweltaspekte, sowie wirtschaftliche und rechtliche Fragen ab. Es wird mit einem Verkehrsaufkommen von 252.000 Fahrgästen pro Tag gerechnet. Im Jahre 2017 wurde vorgeschlagen, als Erstes der Abschnitt vom Bahnhof Água Branca in São Paulo bis nach Americana zu bauen. Im April 2022 wurde bekannt gegeben, dass die Ausschreibung der Arbeiten für Mai 2022 vorgesehen ist, zuerst aber das Abkommen zwischen der Güterverkehrsgesellschaft MRS Logística und der Regierung Brasiliens unterzeichnet werden muss, das die Trennung der Gleise für den Güterverkehr von denjenigen des Personenverkehrs auf dem Abschnitt São Paulo–Jundiaí festlegt. Zur gleichen Zeit wurde auch bekannt gegeben, dass der Bundesstaat São Paulo mit den Gemeinden Campinas, Franco da Rocha, Louveira, Francisco Morato, Várzea Paulista und Vinhedo ein Abkommen geschlossen hatte, in dem die rechtlichen, finanziellen und technischen Grundlagen für die Umsetzung des Projektes enthalten sind.

## Netzwerk
Es wurde ein 477 km langes Netz mit zwei Strecken vorgeschlagen. Die West-Ost-Strecke beginnt in Sorocaba und führt über die Bahnhöfe Água Branca und Estacao da Luz im Zentrum von São Paulo und São José dos Campos nach Pindamonhangaba. Die Nord-Süd-Strecke führt von Americana über Campinas und Jundiaí zum Zentrum von São Paulo, wo sie zwischen den Bahnhöfen Água Branca und Estacao da Luz gemeinsam mit der West-Ost-Strecke verläuft. Südlich des Stadtzentrums führt die Strecke weiter bis nach Santos, der größten Hafenstadt des Ballungsraums. Die Strecken werden in brasilianischer Breitspur von 1600 mm Spurweite ausgeführt und benutzen vorwiegend auszubauende bestehende Infrastruktur. Die Strecken werden mit 3 kV Gleichstrom elektrifiziert und für eine maximale Geschwindigkeit von 160 km/h hergerichtet. Sie werden mit einer neuen Signalausrüstung versehen und kreuzungsfrei geführt und sollen auch keine Bahnübergänge mehr aufweisen.
Die erste auszubauende Strecke ist die 135 km lange Nordachse von São Paulo über Campinas nach Americana, auf der mit einem Passagieraufkommen von 60.000 Fahrgästen pro Tag gerechnet wird. In einem ersten Schritt soll nur die Strecke über Valinhos bis Campinas ohne den Flughafen-Anschluss für Viracapos gebaut werden. Zwischen Jundiaí und Água Branca halten die Companhia Paulista de Trens Metropolitanos (CPTM)  und die MRS Logística gemeinsam die Konzession an der Strecke, nördlich von Jundiaí ist die Güterbahngesellschaft Rumo Logística die alleinige Konzessionärin. Zwischen Água Branca und Jundiaí soll die Strecke von den Zügen der Linha 7 Rubi ‚rubinrote Linie 7‘ der S-Bahn mitbenutzt werden, weshalb hier ein sechsgleisiger Ausbau vorgesehen ist. Zwei Gleise wären für den Güterverkehr, zwei für die S-Bahn-Züge der CPTM und zwei für den TIC vorgesehen. Nördlich von Jundiaí ist der Ausbau ohne der Gleise für die S-Bahn-Züge viergleisig vorgesehen. Für den Ausbau der Strecke wurde 2022 Kosten von 10,2 Mia. Real vorgesehen, was ungefähr 2,15 Mia. US-Dollar entspricht.